# 리걸리 블라인드
《리걸리 블라인드》(영어: Legally Blind)는 2017년 방영된 필리핀의 드라마이다.